# 岩澤忠彦
岩澤 忠彦（いわさわ ただひこ、1953年8月20日 - ）は、NHK放送研修センター理事日本語センター長、元NHKエグゼクティブアナウンサー・記者。

## 過去の担当番組
- 熱戦！高校野球列島（1） ―全国各地の決勝大会を結んで―（広島担当 1985.7.28）
- 熱走!神楽キャラバン（朗読 1985.12.1）

## 同期のアナウンサー
- 石澤典夫
- 工藤三郎
- 古藤田京子（旧姓:瀧沢）
- 小山正人
- 嶋村由紀夫
- 田中亮介
- 成田光
- 野瀬正夫
- 松沢幹治
- 山崎登
- 山本浩
- 好本惠[7]